# ضیا قاری‌زاده
ضیاء قاری‌زاده (زاده ۱۳۰۱ - درگذشته ۲۳ دی ۱۳۸۶) شاعر، خواننده و آهنگ‌ساز اهل کشور افغانستان بود.او در افغانستان به عنوان شاعر زبان‌ فارسی شناخته‌ می‌شود.قاری‌زاده زبان و ادبیات فارسی را آموخت و سپس در وزارت اطلاعات و فرهنگ افغانستان مشغول به کار شد و مسئول امور روزنامه‌نگاری فرهنگی بود.
قاری زاده شاعر بسیاری از ترانه‌های خوانندگان افغان نظیر احمد ظاهر، رحیم‌بخش و بسیاری دیگر بوده‌است.

## مراجع
1. ↑  ضیا قاریزاده، شاعر و آوازخوان افغان درگذشت (بی‌بی‌سی فارسی)